# Tour della nazionale maschile di rugby a 15 della Nuova Zelanda 1947
La nazionale di "rugby a 15" della Nuova Zelanda ricambia la vista dell'anno precedente, visitando l'Australia. Aggiudicandosi la serie dei test match, rimane detentrice della Bledisloe Cup. Il tour si chiude con un incontro contro la selezione della provincia di Auckland.

## Risultati

### In Australia
| Canberra 4 giugno 1947 | A.C.T. | 11 – 58 | Nuova Zelanda XV | (Manuka Oval) |

| Sydney 7 giugno 1947 | New Sotuh Wales | 12 – 9 | Nuova Zelanda XV | (Cricket Ground) |

| Sydney 10 giugno 1947 | A N.S.W. XV | 17 – 26 | Nuova Zelanda XV | (Showgrounds) |

| Arbitro: | Tom Moore |

|                               |           |                                           |
| mete: Cornforth trasf.: Piper | Marcatori | mete: Argus, Arnold Frazer trasf.:Scott 2 |

| Brisbane 16 giugno 1947 | Queensland | 14 – 23 | Nuova Zelanda XV | Exhibition Ground |

| Toowoomba 18 giugno 1947 | Queensland | 9 – 25 | Nuova Zelanda XV | (Showgrounds) |

| Sydney 21 giugno 1947 | New Sotuh Wales | 3 – 36 | Nuova Zelanda XV | (Cricket Ground) |

| Newcastle 25 giugno 1947 | Combined Northern Distr. | 14 – 43 | Nuova Zelanda XV | (Sports Ground) |

| Arbitro: | Lewis Tomalin |

|                                         |           |                                                                    |
| mete:McLean trasf.: Allan c.p.: Allan 3 | Marcatori | mete: Argus, Kearney Mason trasf.: Scott 3 c.p.: Scott 3, Thornton |

### In Nuova Zelanda
| Auckland 2 luglio 1947 | Auckland | 14 – 3 | Nuova Zelanda XV | Eden Park |